# 3 Pułk Przedniej Straży Buławy Polnej Koronnej

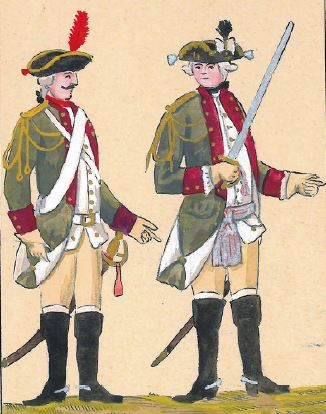
Mundur żołnierzy pułku do 1791

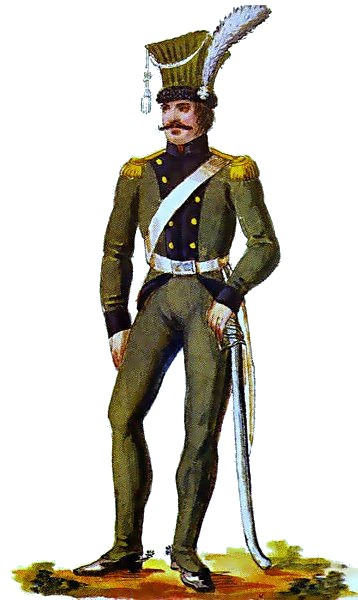
Towarzysz 3 pułku w mundurze z 1792

3 Pułk Przedniej Straży Buławy Polnej Koronnej – oddział jazdy armii koronnej wojska I Rzeczypospolitej.

## Formowanie i zmiany organizacyjne
Sformowany w 1789 z regimentu tegoż imienia dragonów. W styczniu 1789 posiadał 252 „głowy”. Zgodnie z planowanym etatem 100 000 armii Rzeczypospolitej Obojga Narodów, pułk miał etatowo liczyć 1369 „głów”. W sztabie wyższym miało służyć 5 oficerów, w średnim i niższym - 15. W skład pułku miało wejść 10 chorągwi po 135 „głów” każda. Etat ten nie został zrealizowany. Rozpoczęto formowanie 65 000 armii. Pułk w tym przypadku miał liczyć etatowo 1099 „głów” w tym 19 w sztabie i 8 chorągwi po 135 osób.
Przed wybuchem wojny z Rosją, wiosną 1792 pułk liczył według etatu 1099 żołnierzy a faktycznie posiadał 923. Po przegranej wojnie, stan pułku zmniejszył się znacznie i jesienią 1793 wynosił 847 żołnierzy, a w chwili wybuchu powstania kościuszkowskiego 800. W czerwcu 1791 liczył 654 koni.
Pułk w 1792 liczył 933 „głów” i 920 koni. W 1794 roku w marcu liczył 800 „głów” i 800 koni, w maju 790 „głów” i 758 koni, a we wrześniu 759 „głów” i 618 koni.
W okresie powstania kościuszkowskiego posiadał na uzbrojeniu 400 karabinów, 626 pistoletów, 710 szabel i 339 pik.

## Stanowiska
- Łuck (XII 1789)[10], Chmielnik, Kowel (1792).

## Żołnierze regimentu
Obsadą oficerską pułku stanowili: szef, pułkownik, podpułkownik, 2 majorów, 3 (od 1791 - 4) rotmistrzów z chorągwią, 5 lub 4 rotmistrzów sztabowych, kwatermistrz z rangą rotmistrza, audytor z rangą rotmistrza,  2 adiutantów z rangą porucznika,  8 poruczników,  8 chorążych. Liczba oficerów razem z felczerem wynosiła 34.
Szefowie regimentu
- Seweryn Rzewuski
- Józef Zajączek (4 maja 1792)[a]
- Seweryn Rzewuski

Pułkownicy
- Kościelski (1789)
- Józef Bożydar Podhorodeński (1775-1789)
- Michał Kobyłecki (1789-1793)
- Michał Zagórski (1794)[b]

Majorowie
- Kajetan Bożydar Podhorodeński (1791)

## Walki pułku
Regiment brał udział w wojnie w obronie Konstytucji 3 maja i w  powstaniu kościuszkowskim.
Bitwy i potyczki
Jego żołnierze walczyli pod Zieleńcami (17 czerwca 1792), Dubienką (18 maja 1794), Chełmem (8 czerwca 1794), Uściługiem (28 czerwca 1794). Brali udział w obronie Warszawy, walczyli również w okolicy Powązek (28 sierpnia i 6 września).

## Hierarchia regimentu
- regiment dragonii hetmana polnego koronnego Stanisława Mateusza Rzewuskiego (−1717) → regiment dragonii Buławy Polnej Koronnej[c] (1717−1789) →  pułk 3 przedniej straży Buławy Polnej Koronnej[d] (1789−1794) ↘  rozformowany po powstaniu kościuszkowskim